# Izabela Kunicka
Izabela Kunicka z d. Rowicka herbu Lubicz (ur. 11 stycznia 1891 w Kamionce na Podolu, zm. 4 marca 1974 w Warszawie) – polka aktorka i reżyserka teatralna, pedagog. Żona aktora Witolda Kunickiego. 

## Życiorys
Ukończyła romanistykę na Uniwersytecie Kijowskim. W latach 1916–1921 występowała w Kijowie na scenach teatrów: Studya (1916-1919), Polskiego (1919-1921) oraz Robotniczego (1919). Następnie przeniosła się do Warszawy, gdzie weszła w skład zespołu Teatru Rozmaitości (1922), a następnie Instytutu Reduta (1922-1924). W sezonie 1924/1925 występowała na deskach Teatru im. Juliusza Słowackiego w Krakowie, a następnie grała w warszawskim Teatrze Rybałt (1925-1926) oraz w wileńskiej Reducie (1926-1929). W latach 1929–1936 podjęła pracę pedagogiczną, prowadząc teatr szkolny i ucząc żywego słowa w Liceum Krzemienieckim (do 1929) oraz dykcji i recytacji na kursach nauczycielskich. W międzyczasie, od 1932 roku do wybuchu wojny ponownie związała się z Redutą, przy której od 1934 roku prowadziła teatr dla dzieci.
W latach II wojny światowej pozostała w Warszawie, kontynuując pracę z młodzieżą i organizując w swoim mieszkaniu przy ul. Barskiej konspiracyjne przedstawienia teatralne. Po zakończeniu walk pracowała najpierw w Głownie (1944-1945), przeniosła się do Krakowa, gdzie wraz z Zofią Mysłakowską oraz Marią Billiżanką utworzyła Teatr Wesoła Gromadka, grający repertuar skierowany do dzieci i młodzieży. Następnie pracowała w krakowskim seminarium nauczycielskim (1947), gdzie tworzyła teatr kukiełkowy, oraz reżyserowała w Teatrze Lalki i Aktora we Wrocławiu (1947-1948). Następnie przeniosła się do Warszawy, gdzie była członkinią zespołów: Teatru Lalki i Aktora Baj (do 1950, sprawując również kierownictwo artystyczne), Teatru Gnom (1950-1951), Teatru Ateneum (1951-1954), Teatru Nowej Warszawy (1954-1955), Teatru Młodej Warszawy (1955-1957) oraz w latach 1957-1964 - Teatru Klasycznego.